# Rhyacophila retracta
Rhyacophila retracta là một loài Trichoptera trong họ Rhyacophilidae. Chúng phân bố ở miền Cổ bắc.